# Vasco Lourenço
Vasco Correia Lourenço GCIH • GCL (Lousa, Castelo Branco, 19 de junho de 1942) é um militar português na reserva que pertenceu à comissão política do Movimento das Forças Armadas (MFA) à época da Revolução dos Cravos.
Vasco Lourenço ingressou na Academia Militar em 1960. Pertenceu à Infantaria, tendo combatido na Guerra Colonial, cumprindo uma comissão militar na Guiné de 1969 a 1971.
No dia 25 de Abril de 1974 era capitão nos Açores. Enquanto membro activo do Movimento dos Capitães, pertenceu à comissão política do MFA. Nesta condição foi nomeado para o Conselho de Estado em 24 de Julho de 1974, passando mais tarde a integrar a estrutura informal do Conselho dos Vinte e a partir de 14 de Março de 1975 tornou-se membro do Conselho da Revolução, funções que manteve até à sua extinção em 1982.
Passou à reserva militar no posto de tenente-coronel a 20 de Abril de 1988. Pertence desde a sua fundação aos corpos gerentes da Associação 25 de Abril.
É maçon do Grande Oriente Lusitano.
A 24 de Setembro de 1983 foi agraciado com a Grã-Cruz da Ordem da Liberdade, e a 19 de Abril de 1986 foi agraciado com a Grã-Cruz da Ordem do Infante D. Henrique.